# Limba cecenă
Limba cecenă (în cecenă: Noxçiyn mott / Нохчийн мотт) aparține sub-familiei Nakh-Daghestane (cea mai mare limbă a acestei sub-familii) a familiei Nord-Caucaziene de limbi, o familie foarte veche de limbi, indigenă regiunii caucaziene, ale cărei legături cu alte limbi nu pot fi clar urmărite de lingviști. Aproximativ 84% din vocabularul de bază este comun cu limba ingușă și în proporție mai mică dar încă destul de mare, cu minuscula (5000 de vorbitori) limbă batsbi sau tsova-tush din Georgia. Cecena, de asemenea, are aproximativ 30% în comun cu limba avară, 20% cu limba lizghină, cu limba lacă și limba darghină, alte principale limbi Nakh-Daghestane. Cecena are circa 5000 de cuvinte proprii, plus împrumuturi din arabă, persană, turcă, rusă, osetină. Împrumuturile din primele două se referă în special la termeni religioși, științifici și tehnici. 
În termeni de tipologie lingvistică, limba cecenă este verb-finală, ergativă (referitor la cazuri), moderat sintetică, cu dependență marcată. Are un sistem complicat de consoane, inclusiv ejective, uvulare și faringale, un sistem larg de vocale, similar limbilor nordice (suedeza, daneza, finlandeza). Absorbția cuvintelor noi are loc nu individual, ci de-a întregul cu frazele în care se folosesc. 
Până în 1923 a folosit alfabetul arab, între 1923 și 1937 - cel latin. În 1938 a fost publicat alfabetul chirilic. În 1992 o versiune parțial modificată a alfabetului latin a fost reintrodusă, dar din cauza nivelului precar al sistemului educațional numai populația mai educată a făcut trecerea. Autoritățile cecene pro-ruse utilizează exclusiv alfabetul chirilic, ca și o mare parte din rezistența cecenă separatistă, deoarece majoritatea absolută a populației mai educate se află în prezent în diasporă: la Moscova, în Turcia, în unele țări europene (Anglia, Germania, Franța, Danemarca, Finlanda, Polonia, Lituania), cât și în măsură mai mică în unele țări din Golful Persic (Iordania, Qatar).
Limba cecenă este vorbită de peste un milion de oameni în Cecenia, în regiunile învecinate ale Caucazului de Nord, în alte regiuni ale Rusiei, în Turcia (posibil peste 100.000), în Georgia, Iordania (3-5 mii), Germania, multe țări europene, Siria, Kazahstan, Kirghizstan, Uzbekistan.

## Alfabetul
Chirilic: А/а, Аь/аь, Б/б, В/в, Г/г, ГӀ/гӀ, Д/д, Е/е, Ё/ё, Ж/ж, З/з, И/и, Й/й, К/к, Кх/кх, Къ/къ, КӀ/кӀ, Л/л, М/м, Н/н, О/о, Оь/оь, П/п, ПӀ/пӀ, Р/р, С/с, Т/т, ТӀ/тӀ, У/у, Уь/уь, Ф/ф, Х/х, Хь/хь, ХӀ/хӀ, Ц/ц, ЦӀ/цӀ, Ч/ч, ЧӀ/чӀ, Ш/ш, Щ/щ, Ъ/ъ, Ы/ы, Ь/ь, Э/э, Ю/ю, Юь/юь, Я/я, Яь/яь, Ӏ 

Latin: A/a, Ä/ä, B/b, C/c, Ċ/ċ, Ç/ç, Ç̇/ç̇, D/d, E/e, Ə/ə, F/f, G/g, Ġ/ġ,
H/h, I/i, IE/ie, J/j, K/k, L/l, M/m, N/n, Ŋ/ŋ, O/o, Ö/ö, P/p, Q/q, Q̇/q̇, R/r, S/s, Ș/ș, T/t, U/u, Ü/ü, UO/uo, V/v, W/w, X/x, Ẋ/ẋ, Y/y, Z/z, Ƶ/ƶ